# Tschen La Ling
Tschen La Ling scritto anche Tscheu La Ling, (in cinese: 林球立; L'Aia, 6 gennaio 1956) è un ex calciatore olandese di origini cinesi.

## Carriera
Esordì da professionista nel 1973 nel club della sua città natale, il Den Haag. Nel 1975 fu acquistato dall'Ajax in cui militò fino al 1982 vincendo quattro campionati e due edizioni della coppa nazionale. A quel periodo risale inoltre la sua prima convocazione in nazionale, con la quale disputò quattordici partite tra il 1977 e il 1982 giocando le gare di qualificazione dei campionati europei del 1980.
Tra il 1982 e il 1985 La Ling giocò all'estero, militando per due stagioni in Grecia tra le file del Panathīnaïkos (in cui vinse un double comprendente campionato e coppa nazionale nella stagione 1983-84) e una in Francia all'Olympique Marsiglia (con cui ottenne la salvezza).
La Ling concluse la sua carriera nel 1987 nel club nel quale aveva esordito, il FC Den Haag, dopo aver disputato la stagione 1985-86 nel Feyenoord, con cui raggiunse la finale di Coppa d'Olanda.

## Palmarès
- Campionato olandese: 4

Ajax: 1976-77, 1978-79, 1979-80, 1981-82
- Coppa dei Paesi Bassi: 2

Ajax: 1974-1975, 1978-1979
- Campionato greco: 1

Panathinaikos: 1983-84
- Coppa di Grecia: 1

Panathinaikos: 1983-1984